# Annona cacans
Annona cacans Warm. – gatunek rośliny z rodziny flaszowcowatych (Annonaceae Juss.). Występuje endemicznie w Brazylii – w stanach Rio Grande do Sul, Santa Catarina, Parana, Mato Grosso do Sul, São Paulo, Rio de Janeiro, Minas Gerais, Bahia oraz Espírito Santo. 

## Morfologia
PokrójZimozielone drzewo dorastające do 10–30 m wysokości.
LiścieMają eliptyczny kształt. Mierzą 4–30 cm długości oraz 1,5–7 szerokości. Liść na brzegu jest całobrzegi. Wierzchołek jest spiczasty.
KwiatySą pojedyncze. Rozwijają się na szczytach pędów. Mają 6 płatków o czerwonawej barwie i dorastających do 10 mm długości.

## Biologia i ekologia
Rośnie w lasach. Występuje na wysokości do 1500 m n.p.m.